# Fall Creek (Wisconsin)
Fall Creek – wieś w Stanach Zjednoczonych, w stanie Wisconsin, w hrabstwie Eau Claire.